# 第65回日本選手権競輪
第65回日本選手権競輪（だい65かいにほんせんしゅけんけいりん）は、は、2012年2月28日から3月4日まで、熊本競輪場にて開催された、競輪のGI競走である。優勝賞金6400万円。

## 決勝戦

### 成績
- 3月4日（日） 16:30 第11レース[1][2][3]
- 誘導員…馬場勇（熊本）

| 着順 | 車番 | 選手     | 登録地 | 着差     | 決まり手 | 上がり(秒) | H/B | 特記 |
| ---- | ---- | -------- | ------ | -------- | -------- | ---------- | --- | ---- |
| 1    | 9    | 成田和也 | 福島   |          | 差し     | 14.1       |     |      |
| 2    | 1    | 山崎芳仁 | 福島   | 1/2車身  | 差し     | 14.2       |     |      |
| 3    | 5    | 園田匠   | 福岡   | 1車輪    |          | 13.7       |     |      |
| 4    | 4    | 岡田征陽 | 東京   | 1/2車輪  |          | 14.6       |     |      |
| 5    | 3    | 深谷知広 | 愛知   | 1/4車輪  |          | 13.8       |     |      |
| 6    | 2    | 長塚智広 | 茨城   | 1/2車身  |          | 14.6       |     |      |
| 7    | 8    | 小嶋敬二 | 石川   | 1/2車身  |          | 14.2       |     |      |
| 8    | 6    | 鈴木裕   | 千葉   | 1車身    |          | 14.9       | HB  |      |
| 9    | 7    | 村上義弘 | 京都   | 1車身1/2 |          | 14.9       |     |      |

### 配当金額
| 枠番二連勝複式 | 1=6   | 750円   |
| 枠番二連勝単式 | 6-1   | 2010円  |
| 車番二連勝複式 | 1=9   | 990円   |
| 車番二連勝単式 | 9-1   | 3250円  |
| 三連勝複式     | 1=5=9 | 5880円  |
| 三連勝単式     | 9-1-5 | 29920円 |
| ワイド         | 1=9   | 590円   |
| ワイド         | 5=9   | 1930円  |
| ワイド         | 1=5   | 1460円  |

### レース概要
最終ホームで鈴木裕が、岡田征陽－長塚智広を連れて主導権を握った。これに村上義弘、山崎芳仁－成田和也、小嶋敬二と続き、深谷知広－園田匠は後方8、9番手。2角付近より村上が捲ったが、2センター付近で岡田に併わされ不発。一方、バック通過付近から、小嶋、山崎、深谷が仕掛ける展開に。そして最終4角では岡田が内を突いて一旦は先頭に立ったが、仕掛けた山崎にスピードをもらった成田が直線で内を強襲して、特別競輪初制覇をダービーで達成した（GI2勝目）。2着は外を伸びた山崎で、惜しくもグランドスラム達成はならず。3着は成田とともに内を突いた園田が入った。

## 特記事項
- 熊本競輪場での日本選手権競輪開催は、初めてとなった。なお、2016年の平成28年熊本地震で被災した影響もありこれが500バンクでの最後の特別競輪となった。

- 決勝戦の地上波中継は『KEIRINロンドンへの道 第65回日本選手権競輪(GI)決勝戦』テレビ東京《TXN系列6局ネット》。また熊本県民テレビでは、初日から最終レースのみCS放送の同時ネットを行った。

- 六日間の総売上は155億4043万1900円で、目標額の150億円を突破した。